# ۲۵۶۷ الب (جزیره)
سیارک ۲۵۶۷ (به انگلیسی: 2567 Elba، نامگذاری:1979KA) دو هزار و پانصد و شصت و هفتمین سیارک کشف شده‌است که در ۱۹ مه ۱۹۷۹ کشف شد.
قدر مطلق سیارک برابر ۱۱٫۸۰ است.